# Baddeleys Arbeitsgedächtnismodell
Das Mehrkomponentenmodell des Arbeitsgedächtnisses (auch modulares Arbeitsgedächtnismodell) wurde 1974 von Alan D. Baddeley und Graham J. Hitch vorgestellt. Es stellt eine Präzisierung der Modellvorstellungen vom Kurzzeitgedächtnis dar.
In den früheren Gedächtnismodellen war man davon ausgegangen, dass es sich beim Kurzzeitgedächtnis um ein einheitliches System handelt, das jeweils nur eine Aufgabe bearbeiten kann. Baddeley und Hitch konnten jedoch in zahlreichen empirischen Untersuchungen nachweisen, dass es möglich ist, mehrere Aufgaben unterschiedlichen Typs (z. B. das Rechnen komplexer Aufgaben oder das Merken von Wortreihen) gleichzeitig auszuführen. Hingegen stellten sie fest, dass mehrere Aufgaben des gleichen Typs (z. B. visuelle Aufgaben) nur sehr schlecht oder gar nicht parallel ausgeführt werden können. Hieraus schlussfolgerten sie, dass das Kurzzeitgedächtnis kein einheitliches System sei, sondern in mehrere Komponenten unterteilt werden könne.

## Die Idee des Mehrkomponentenmodells

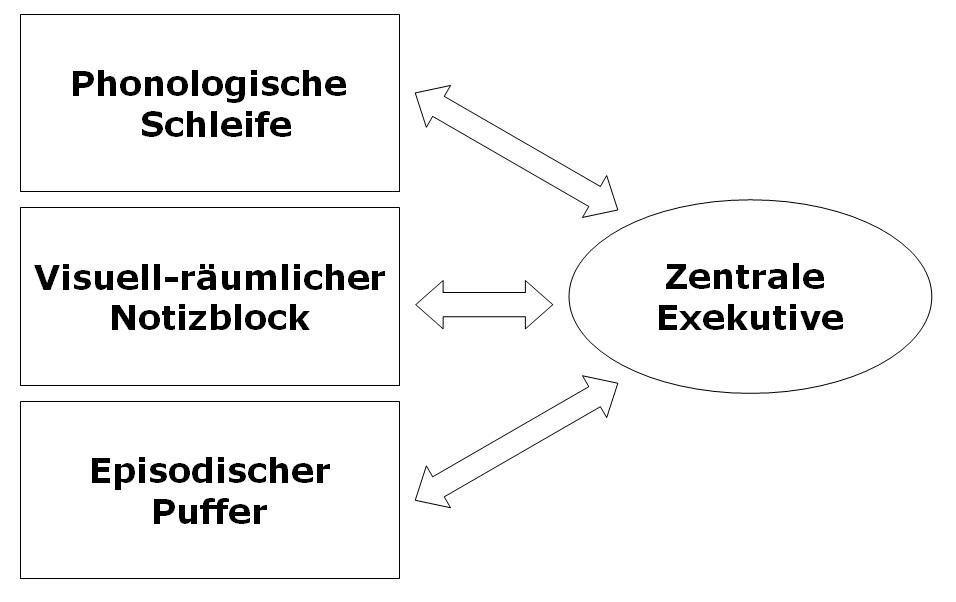
Schematische Darstellung von Baddeleys Arbeitsgedächtnismodell

Alan Baddeley (2002, 2003) konnte vier Komponenten des Arbeitsgedächtnisses nachweisen:
- die phonologische Schleife (phonological loop),
- der räumlich-visuelle Notizblock (visuospatial sketchpad)
- der episodische Puffer (episodic buffer) sowie
- die zentrale Exekutive (central executive)[2]

Diese sind für die Bearbeitung phonologischer (sprachbezogener) bzw. visueller Informationen sowie für die Zusammenfügung von Informationen zu ganzheitlichen Episoden zuständig.
1974 wurde das Modell als ein Dreikomponentenmodell entworfen, im Jahre 2000 fügte Baddeley die Komponente des episodischen Puffers hinzu.

## Die Komponenten im Einzelnen

### Phonologische Schleife

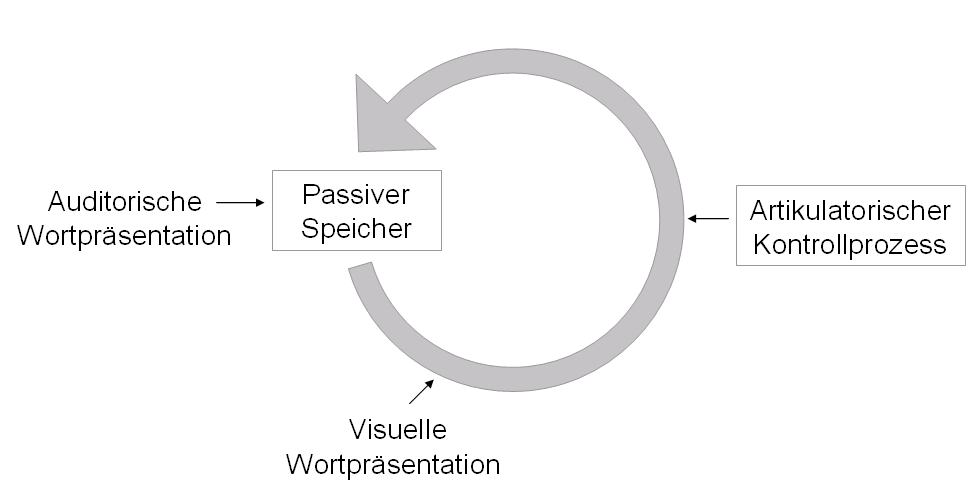
Schematische Darstellung der Phonologischen Schleife mit den beiden Komponenten

Die Phonologische Schleife ist eine Komponente des Arbeitsgedächtnismodells von Baddeley. Er postulierte diese Komponente, da er davon ausging, dass visuell-räumliche Informationen und sprachliche Informationen nicht in einer Komponente verarbeitet werden können.
Die Aufgabe der Schleife besteht darin, sprachliche Informationen zu speichern und zu verändern. Diese sprachlichen Informationen werden in einer phonetischen Form (Lautform) abgelegt. Die Kapazität der Schleife ist begrenzt und beträgt ein bis zwei Sekunden. Die Phonologische Schleife wird in zwei Subkomponenten unterteilt – den passiven phonologischen Speicher und den artikulatorischen Kontrollprozess.
Der passive phonologische Speicher ist eng mit der Sprachwahrnehmung verbunden und er hält Sprachlaute vor, bis sie verblassen. Der artikulatorische Kontrollprozess kann im Zusammenhang mit der Sprachproduktion betrachtet werden, das heißt, er frischt sprachliche Informationen auf und verhindert so ihr Verblassen. Dies geschieht durch das aktive innere Sprechen. Den Prozess, bei dem die Informationen durch inneres Sprechen häufig wiederholt werden, nennt man „Rehearsal“.
Gesprochene Informationen und geschriebene Informationen haben einen unterschiedlichen Zugang zur Phonologischen Schleife. Gesprochene Informationen gelangen sofort in den passiven phonologischen Speicher. Gründe für die sofortige Abspeicherung liegen in der Funktion des passiven Speichers. Er speichert die Sprache in Form von Lauten ab. Da die dargebotenen Informationen schon in Lautform (Phonem) vorliegen, müssen diese nicht mehr in eine phonetische Form kodiert werden.
Die geschriebenen Informationen liegen jedoch nicht in Lautform vor und müssen kodiert werden, damit sie im passiven phonologischen Speicher behalten werden können. Dieser Prozess soll mit Hilfe eines Beispiels verdeutlicht werden. Dazu nimmt man an, die Zahl „5“, die für zwei Sekunden auf einem Bildschirm erscheint, solle sich gemerkt werden. Doch dazu muss dieser visuelle Reiz in eine Lautform verändert werden, damit er im passiven phonologischen Speicher abgelegt werden kann. Diese Veränderung der Information erfolgt durch inneres Sprechen der Zahl (Verbalisieren der Zahl). Dadurch werden die schriftsprachlichen Einheiten (Grapheme) der Zahl „5“ in eine phonetische Form kodiert. Dieser Prozess sollte nicht mit dem „Rehearsal“ verwechselt werden. Diese Lautform kann nun im passiven phonologischen Speicher abgelegt werden.
Die Informationen, die im passiven phonologischen Speicher hinterlegt sind, können durch das Rehearsal aktiv wiederholt werden und führen so zu einem Auffrischen der Informationen und schützen diese vor dem Verblassen. Geschieht dies nicht, entstehen Interferenzen mit neuen Informationen, die schließlich die alten Informationen verdrängen. (Dieser Prozess ist für gesprochene und geschriebene Sprache gleichermaßen zutreffend.)
Das Konstrukt der phonologischen Schleife sollte insbesondere drei Effekte erklären: den Effekt der phonologischen Ähnlichkeit, den Wortlängeneffekt und den irrelevant speech-Effekt.
Der Effekt phonologischer Ähnlichkeit beschreibt, dass man sich ähnlich klingende Buchstaben und Wörter schlechter merken kann als unähnliche. Es fällt schwerer, diese Informationen zu wiederholen (Rehearsal). Ähnliche: C, T, G, B, D; Unähnliche: X, S, K, M, Y
Der Wortlängeneffekt beschreibt, dass man sich kurze Wörter besser merken kann als sehr lange Wörter. Es können nur so viele Wörter gespeichert werden, wie man in zwei Sekunden ablesen kann. Dies bedeutet, dass nicht so viele lange Wörter in zwei Sekunden gelesen werden können wie kurze. Damit ist auch die Gedächtnisspanne determiniert, denn es können weniger lange Wörter als kurze Wörter wiederholt werden (Rehearsal). Dieser Effekt konnte von anderen Forschern jedoch nicht, bzw. nur mit Baddeleys Original-Wortliste, repliziert werden.
Irrelevant-speech-Effekt bezeichnet das Phänomen, dass die Leistung bei einer verbalen Gedächtnisaufgabe sinkt, wenn als Hintergrundgeräusch Sprache zu hören ist, was für eine phonologische Schleife spricht. Allerdings lässt sich der Effekt auch zeigen, wenn als Distraktor statt Sprache lediglich Töne mit wechselnder Frequenz benutzt werden.

### Räumlich-visueller Notizblock
Der räumlich-visuelle Notizblock (visuo-spatial sketch pad) ist ein für das vorübergehende Speichern von räumlichen und visuellen Informationen verantwortliches System mit begrenzter Kapazität. Laut Baddeley ist er ebenso zuständig für die Manipulation von visuellen und räumlichen Informationen (z. B. „mental imaging“). Die begrenzte Kapazität zeigt sich am offensichtlichsten am Effekt der Veränderungsblindheit, bei dem wir uns nur eine bestimmte Anzahl von Objekten merken können.
Die Verarbeitungssysteme für räumliche (z. B. Objektposition, -bewegung) und visuelle (z. B. Form, Farbe) Informationen sind getrennt. So lässt sich die räumliche Wahrnehmung kaum durch visuelle Aufgaben stören und umgekehrt.
Neuere von Awh und Jonides durchgeführte Untersuchungen beschäftigten sich mit der Funktionsweise des räumlichen Arbeitsgedächtnisses („Notizblock“). Dabei konnten erstaunliche Parallelen zur ortsbasierten Aufmerksamkeit gefunden werden. So zeigte sich, dass mit der Verschiebung des Spotlights der Aufmerksamkeit die räumliche Gedächtnisleistung erheblich nachließ. Weiterhin wurde deutlich, dass an Orten, die erinnert werden sollen, visuelle Reize besser verarbeitet werden können als an anderen Orten. Dies ist auch an erhöhter Aktivität im kontralateralen visuellen Kortex anhand bildgebender Verfahren (EEG, fMRT) nachgewiesen worden. Derartige Phänomene waren bereits für die ortsbasierte Aufmerksamkeit bekannt und legen somit einen funktionellen Zusammenhang beider Prozesse nahe.
Die Annahme, dass räumliche und visuelle Prozesse getrennt voneinander ablaufen, wurde auch durch eine PET-Studie von Smith bestätigt. Hierbei wurde für die doppelte Dissoziation folgendes deutlich: Während räumliche Aufgaben (gezielt auf die Speicherung im Gehirn) vor allem die rechte Hirnhemisphäre beanspruchen, ist bei Objekterkennungsaufgaben hauptsächlich die linke Hirnhemisphäre aktiv. Bei beiden Aufgaben ist der Präfrontale Kortex von großer Bedeutung. Andere wichtige Gebiete sind: parietaler Kortex, okzipitaler Kortex, prämotorischer Kortex, Temporallappen und der Frontallappen.

### Episodischer Puffer
Mit der Zeit entdeckte Baddeley Effekte, die sich mit dem Drei-Komponenten-Modell nicht mehr erklären lassen. Normalerweise kann man sich ca. 5 Wörter merken, wenn die Wörter aber einen Zusammenhang haben (z. B. einen Satz bilden, s. Chunking), kann man sich ca. 16 Wörter merken.
Der ursprüngliche Gedanke, dass daran das Langzeitgedächtnis beteiligt ist, musste verworfen werden, da sich Menschen mit geschädigtem Kurzzeitgedächtnis und funktionierendem Langzeitgedächtnis nur ca. 5 Wörter merken können. Das Langzeitgedächtnis ist also offensichtlich nicht beteiligt.
Zur Erklärung hat Baddeley im Jahr 2000 den episodischen Puffer zu seinem Modell hinzugefügt. Es handelt sich dabei um ein multimodales Speichersystem mit begrenzter Kapazität, es kann sowohl visuelle als auch phonologische Informationen in Form von „Episoden“ speichern.

### Zentrale Exekutive
Die zentrale Exekutive ist die wichtigste, aber bisher am wenigsten erforschte Komponente des Arbeitsgedächtnismodells von Baddeley. Im ursprünglichen Modell wurde sie als Pool für alle Prozesse betrachtet, die sich nicht eindeutig einem der Subsysteme zuordnen ließen (Anderson, 2001; Baddeley, 1983, 2003). Ihre wesentlichen Funktionen sah Baddeley darin, eine Verbindung zum Langzeitgedächtnis (LZG) herzustellen, Aufmerksamkeit zu fokussieren, zu bewegen und zu teilen (Baddeley, 2003). Bei Experimenten zur geteilten Aufmerksamkeit, bei welchen die Probanden zwei verschiedene Verarbeitungsprozesse, die die Subsysteme beanspruchten, gleichzeitig ausführen mussten (zum einen mussten sie sich eine Reihe von Zahlen merken, zum anderen sollten sie gleichzeitig einen Lichtpunkt mit den Augen verfolgen) schnitten Patienten mit Morbus Alzheimer deutlich schlechter ab als gesunde Personen vergleichbaren Alters, welche wiederum nicht schlechter waren als junge Probanden. Das impliziert, dass ein funktionierendes Arbeitsgedächtnis essentiell ist für die Aufmerksamkeitsmodulation (Baddeley, 2003). Wegen dieser engen Verbindung zwischen Arbeitsgedächtnis und Aufmerksamkeit wird Baddeleys Modell auch als „working-attention“-Modell bezeichnet (Shah & Miyake, 1999). Die Arbeitsweise der zentralen Exekutive wird veranschaulicht, indem man versucht, die Multiplikationsaufgabe 37*28 im Kopf zu lösen. Es gibt zwei Lösungsstrategien: entweder man stellt sich die Aufgabe bildlich vor und rechnet quasi so, als würde man die Aufgabe schriftlich lösen, oder man spricht sich die Aufgabe immer wieder vor und berechnet, ständig verbalisierend, Schritt für Schritt. Die erste Variante würde den visuell-räumlichen Notizblock mit einbeziehen, die zweite die phonologische Schleife. Die zentrale Exekutive hat dabei die Aufgabe zu speichern, was überhaupt die Aufgabe ist, Informationen aus dem LZG abzurufen (zum Beispiel, dass 7*8 = 56), sich Überträge zu merken (zum Beispiel die 5 aus 56) und schließlich zu verfolgen, wie weit die Lösung der Aufgabe fortgeschritten ist (Anderson, 2001).
Einige Autoren kritisierten, dass für diese komplexen Prozesse eine weitere, in ihrer Kapazität limitierte Speicherkomponente nötig wäre. Baddeley, auch durch andere Arbeiten angeregt, ergänzte daher sein Modell 2001 um den episodischen Puffer (episodic buffer). Dieser kann als eigenständige Komponente betrachtet werden, ist aber eher ein durch die zentrale Exekutive gesteuerter Speicher, der Informationen zu kohärenten Episoden zusammenbindet (Baddeley, 2003). Seine multidimensionale Codierung erlaubt es ihm weiterhin, die Informationen der Subsysteme zu integrieren, wodurch es der zentralen Exekutive erleichtert wird, diese zu koordinieren. Durch die Bündelung von Informationen zu Episoden steigt die Gedächtnisspanne auf Sätze mit mehr als 15 Wörtern an. Im Vergleich dazu ist seine Kapazität auf fünf bis sechs einzelne, nicht zusammenhängende Wörter beschränkt (Baddeley, 2003). Dieser Sachverhalt ist für das Bauen von Eselsbrücken beim Lernen sehr wichtig, wo auch verschiedene Informationen zu einer leicht zu merkenden Episode gebündelt werden.
Die bisher nur implizierte Verbindung zum Langzeitgedächtnis stellt sich Baddeley als eine Art „Download“ vor, bei der Informationen aus dem Langzeitgedächtnis im episodischen Puffer gespeichert werden (Baddeley, 2003). Lokalisiert wird die zentrale Exekutive in einigen Bereichen des Frontal- und des Parietallappens. Hinweise dafür fand man in Experimenten im fMRT, bei dem die Probanden entweder eine Aufgabe („Zählen Sie von 100 in Dreierschritten rückwärts!“) ausführten oder eine zufällige Folge von Knopfdrücken oder Zahlensequenzen generieren sollten (Baddeley, 2003).

## Befunde
Information im Arbeitsgedächtnis geht nach Sekundenbruchteilen verloren, wenn sie nicht aktiv aufrechterhalten wird (so genanntes rehearsal). Visuelle Informationen gehen viel schneller als akustische verloren, wenn sie nicht verbalisiert werden.
Das Modell des Arbeitsgedächtnisses wurde durch Befunde von Logie u. a. (1990) bestätigt. Dabei wurde in zwei Experimenten herausgefunden, dass verbale Ablenkungsaufgaben vor allem die Arbeit in der phonologischen Schleife beeinträchtigt und visuelle Ablenkungsaufgaben besonders die Fähigkeiten des räumlich visuellen Notizblockes einschränken. Eine verbale Aufgabe hat hingegen nur einen geringen Einfluss auf das visuelle System und umgekehrt. So konnte die Existenz zweier verschiedener Subsysteme im Arbeitsgedächtnis nachgewiesen werden.
Das Arbeitsgedächtnis ist (im Gegensatz zum Langzeitgedächtnis) stark kapazitätsbeschränkt. In der Regel kann es 7±2 Elemente enthalten (Millersche Zahl). Die Menge dieser Elemente, die gleichzeitig aufgerufen und gleichzeitig verarbeitet werden kann, wird als Gedächtnisspanne bezeichnet. Die Kapazitätsbeschränktheit des Arbeitsgedächtnisses wird ausführlich in der Cognitive Load Theory behandelt.
Befunde aus der modernen Volitionspsychologie zeigen, dass das Gedächtnis für Absichten, das so genannte Intentionsgedächtnis, auf Strukturen des Arbeitsgedächtnisses zurückgreift. Im Intentionsgedächtnis wird eine Absicht auch für längere Zeit aufrechterhalten, bis sie zur Ausführung gelangen kann.
Das neuronale Korrelat der zentralen Exekutive des Arbeitsgedächtnisses wird vor allem im präfrontalen Cortex vermutet.
Untersuchungen haben ergeben, dass die einzelnen Komponenten der phonologischen Schleife ein neuronales Korrelat im Gehirn besitzen. Erhöhte Aktivität fand man in dem im linken Frontalhirn gelegenen Broca-Areal, das eine Rolle bei der Sprachproduktion spielt und damit im Zusammenhang mit dem artikulatorischen Kontrollprozess steht. Eine Aktivierung des inferioren parietalen Cortex hatten Aufgaben zur Folge, bei denen sich Wörter gemerkt werden sollten.
Dieser modulorientierten Theorie stehen neuere, prozessorientierte Theorien (z. B. das Embedded Processing Model of Working Memory nach Nelson Cowan und das Modell von Engle) gegenüber. In diesen Theorien wird von der Verteilung von Aufmerksamkeitsressourcen und der damit einhergehenden Aktivierung von verteilten neuronalen Netzwerken ausgegangen.

## Kritik
„Phonologische Schleife“, „visueller Notizblock“ und „episodischer Puffer“ sind lediglich neue Namen für bekannte Funktionen. Die Arbeitsweise der „zentralen Exekutive“, dem wichtigsten Bestandteil von Baddeleys Modell, wird nicht erklärt. Das Modell erklärt ausschließlich die passiven "Sklavensysteme". Auf die Prozesse, die zwischen den einzelnen Modulen ablaufen, geht das Modell nicht ein. Des Weiteren beschränkt sich Baddeleys Modell auf die Erklärung, wie auditive und visuell-räumliche Informationen verarbeitet werden. Es geht nicht auf die Verarbeitung anderer Reizqualitäten ein.